# Gran Premio de Malasia de Motociclismo de 2009
El Gran Premio de Malasia de Motociclismo de 2009 fue la decimosexta prueba del Campeonato del Mundo de Motociclismo de 2009. Tuvo lugar en el fin de semana del 23 al 25 de octubre de 2009 en el Circuito Internacional de Sepang, situado en Sepang, Selangor, Malasia. La carrera de MotoGP fue ganada por Casey Stoner, seguido de Dani Pedrosa y Valentino Rossi. Hiroshi Aoyama ganó la prueba de 250cc, por delante de Héctor Barberá y Marco Simoncelli. La carrera de 125cc fue ganada por Julián Simón, Bradley Smith fue segundo y Pol Espargaró tercero.

## Resultados MotoGP
| Pos | No | Piloto           | Constructor | Vueltas | Tiempo/Retirado | Grilla | Puntos |
| --- | -- | ---------------- | ----------- | ------- | --------------- | ------ | ------ |
| 1   | 27 | Casey Stoner     | Ducati      | 21      | 47:24.834       | 4      | 25     |
| 2   | 3  | Dani Pedrosa     | Honda       | 21      | +14.666         | 3      | 20     |
| 3   | 46 | Valentino Rossi  | Yamaha      | 21      | +19.385         | 1      | 16     |
| 4   | 99 | Jorge Lorenzo    | Yamaha      | 21      | +25.850         | 2      | 13     |
| 5   | 69 | Nicky Hayden     | Ducati      | 21      | +38.705         | 7      | 11     |
| 6   | 7  | Chris Vermeulen  | Suzuki      | 21      | +41.061         | 14     | 10     |
| 7   | 24 | Toni Elías       | Honda       | 21      | +48.555         | 6      | 9      |
| 8   | 33 | Marco Melandri   | Kawasaki    | 21      | +55.557         | 15     | 8      |
| 9   | 65 | Loris Capirossi  | Suzuki      | 21      | +1:00.303       | 5      | 7      |
| 10  | 36 | Mika Kallio      | Ducati      | 21      | +1:00.440       | 12     | 6      |
| 11  | 44 | Aleix Espargaró  | Ducati      | 21      | +1:01.655       | 13     | 5      |
| 12  | 15 | Alex de Angelis  | Honda       | 21      | +1:01.847       | 10     | 4      |
| 13  | 5  | Colin Edwards    | Yamaha      | 21      | +1:10.778       | 9      | 3      |
| 14  | 41 | Gábor Talmácsi   | Honda       | 21      | +1:15.851       | 17     | 2      |
| 15  | 52 | James Toseland   | Yamaha      | 21      | +1:50.672       | 16     | 1      |
| Ret | 4  | Andrea Dovizioso | Honda       | 14      | Accident        | 11     |        |
| Ret | 14 | Randy de Puniet  | Honda       | 1       | Accident        | 8      |        |

## Resultados 250cc
| Pos | No | Piloto              | Constructor | Vueltas | Tiempo/Retirado | Grilla | Puntos |
| --- | -- | ------------------- | ----------- | ------- | --------------- | ------ | ------ |
| 1   | 4  | Hiroshi Aoyama      | Honda       | 20      | 42:55.689       | 1      | 25     |
| 2   | 40 | Héctor Barberá      | Aprilia     | 20      | +6.397*         | 4      | 20     |
| 3   | 58 | Marco Simoncelli    | Gilera      | 20      | +6.397*         | 8      | 16     |
| 4   | 12 | Thomas Lüthi        | Aprilia     | 20      | +14.871         | 9      | 13     |
| 5   | 55 | Héctor Faubel       | Honda       | 20      | +19.177         | 7      | 11     |
| 6   | 14 | Ratthapark Wilairot | Honda       | 20      | +19.567         | 6      | 10     |
| 7   | 6  | Alex Debón          | Aprilia     | 20      | +20.255         | 11     | 9      |
| 8   | 52 | Lukáš Pešek         | Aprilia     | 20      | +34.561         | 17     | 8      |
| 9   | 25 | Alex Baldolini      | Aprilia     | 20      | +50.937         | 14     | 7      |
| 10  | 73 | Shuhei Aoyama       | Honda       | 20      | +1:04.186       | 19     | 6      |
| 11  | 11 | Balázs Németh       | Aprilia     | 20      | +1:08.917       | 20     | 5      |
| 12  | 17 | Karel Abraham       | Aprilia     | 20      | +1:10.616       | 15     | 4      |
| 13  | 53 | Valentin Debise     | Honda       | 20      | +1:17.945       | 22     | 3      |
| 14  | 8  | Bastien Chesaux     | Aprilia     | 20      | +1:29.669       | 21     | 2      |
| 15  | 56 | Vladimir Leonov     | Aprilia     | 20      | +1:43.536       | 23     | 1      |
| 16  | 48 | Shoya Tomizawa      | Honda       | 19      | +1 Lap          | 16     |        |
| Ret | 35 | Raffaele De Rosa    | Honda       | 16      | Retirement      | 10     |        |
| Ret | 16 | Jules Cluzel        | Aprilia     | 11      | Retirement      | 2      |        |
| Ret | 75 | Mattia Pasini       | Aprilia     | 11      | Retirement      | 12     |        |
| Ret | 63 | Mike Di Meglio      | Aprilia     | 8       | Retirement      | 3      |        |
| Ret | 19 | Álvaro Bautista     | Aprilia     | 6       | Retirement      | 5      |        |
| Ret | 15 | Roberto Locatelli   | Gilera      | 5       | Accident        | 13     |        |
| Ret | 7  | Axel Pons           | Aprilia     | 2       | Accident        | 18     |        |
| Ret | 10 | Imre Tóth           | Aprilia     | 1       | Retirement      | 24     |        |

* Barberá consiguió la segunda posición al tener una mejor vuelta rápida en carrera que Simoncelli.

## Resultados 125cc
| Pos | No | Piloto             | Constructor | Vueltas | Tiempo/Retirado | Grilla | Puntos |
| --- | -- | ------------------ | ----------- | ------- | --------------- | ------ | ------ |
| 1   | 60 | Julián Simón       | Aprilia     | 19      | 42:50.916       | 2      | 25     |
| 2   | 38 | Bradley Smith      | Aprilia     | 19      | +1.114          | 3      | 20     |
| 3   | 44 | Pol Espargaró      | Derbi       | 19      | +6.293          | 11     | 16     |
| 4   | 33 | Sergio Gadea       | Aprilia     | 19      | +8.003          | 18     | 13     |
| 5   | 18 | Nicolás Terol      | Aprilia     | 19      | +8.485          | 5      | 11     |
| 6   | 11 | Sandro Cortese     | Derbi       | 19      | +10.188         | 4      | 10     |
| 7   | 12 | Esteve Rabat       | Aprilia     | 19      | +15.114         | 6      | 9      |
| 8   | 29 | Andrea Iannone     | Aprilia     | 19      | +22.151         | 13     | 8      |
| 9   | 6  | Joan Olivé         | Derbi       | 19      | +26.388         | 7      | 7      |
| 10  | 8  | Lorenzo Zanetti    | Aprilia     | 19      | +27.113         | 14     | 6      |
| 11  | 73 | Takaaki Nakagami   | Aprilia     | 19      | +27.859         | 15     | 5      |
| 12  | 88 | Michael Ranseder   | Aprilia     | 19      | +34.838         | 23     | 4      |
| 13  | 35 | Randy Krummenacher | Aprilia     | 19      | +41.829         | 12     | 3      |
| 14  | 77 | Dominique Aegerter | Derbi       | 19      | +42.433         | 21     | 2      |
| 15  | 39 | Luis Salom         | Aprilia     | 19      | +51.635         | 20     | 1      |
| 16  | 28 | Elly Ilias         | Aprilia     | 19      | +59.854         | 25     |        |
| 17  | 16 | Cameron Beaubier   | KTM         | 19      | +1:07.131       | 24     |        |
| 18  | 53 | Jasper Iwema       | Honda       | 19      | +1:14.171       | 27     |        |
| 19  | 21 | Jakub Kornfeil     | Loncin      | 19      | +1:27.651       | 28     |        |
| 20  | 23 | Muhammad Zulfahmi  | Yamaha      | 19      | +1:58.779       | 30     |        |
| 21  | 47 | Blake Leigh-Smith  | Honda       | 19      | +2:06.062       | 29     |        |
| 22  | 19 | Quentin Jacquet    | Aprilia     | 18      | +1 Lap          | 33     |        |
| Ret | 24 | Simone Corsi       | Aprilia     | 17      | Accident        | 16     |        |
| Ret | 14 | Johann Zarco       | Aprilia     | 17      | Accident        | 22     |        |
| Ret | 7  | Efrén Vázquez      | Derbi       | 17      | Retirement      | 9      |        |
| Ret | 87 | Luca Marconi       | Aprilia     | 14      | Retirement      | 31     |        |
| Ret | 10 | Luca Vitali        | Aprilia     | 13      | Retirement      | 32     |        |
| Ret | 93 | Marc Márquez       | KTM         | 12      | Retirement      | 1      |        |
| Ret | 45 | Scott Redding      | Aprilia     | 10      | Retirement      | 17     |        |
| Ret | 94 | Jonas Folger       | Aprilia     | 10      | Retirement      | 10     |        |
| Ret | 71 | Tomoyoshi Koyama   | Loncin      | 2       | Retirement      | 26     |        |
| Ret | 17 | Stefan Bradl       | Aprilia     | 0       | Accident        | 19     |        |
| Ret | 99 | Danny Webb         | Aprilia     | 0       | Accident        | 8      |        |